# Брунвиларские анналы
Брунвиларские анналы (лат. Annales Brunwilarenses) — историческое сочинение, составленное, по всей видимости, в XII веке в брунвиларском монастыре (неподалёку от Кёльна). Охватывают период с 1000 по 1125 гг. Содержат сведения главным образом по истории Священной Римской империи, а также местные сведения по истории брунвиларского монастыря.

## Издания
- Annales Brunwilarenses // MGH, SS. Bd. I. Hannover. 1826, p. 99-101[2].

## Переводы на русский язык
- Брунвиларские анналы в переводе И. М. Дьяконова на сайте Восточная литература